# Quetzalapa, Guerrero
Quetzalapa är en ort i Mexiko.   Den ligger i kommunen José Joaquín de Herrera och delstaten Guerrero, i den sydöstra delen av landet, 220 km söder om huvudstaden Mexico City. Quetzalapa ligger 1 146 meter över havet och antalet invånare är 410.
Terrängen runt Quetzalapa är bergig söderut, men norrut är den kuperad. Runt Quetzalapa är det ganska glesbefolkat, med 43 invånare per kvadratkilometer. Närmaste större samhälle är Ixcatla, 2,2 km öster om Quetzalapa. I omgivningarna runt Quetzalapa växer huvudsakligen savannskog.